# Catholic-Hierarchy.org
Catholic-Hierarchy.org es una base de datos en línea que incluye obispos y diócesis de la Iglesia latina y las 23 Iglesias católicas orientales en plena comunión con Roma. El sitio web no constituye un organismo oficial de la Iglesia; es un proyecto particular de David M. Cheney, Kansas City.